# Aldebaran

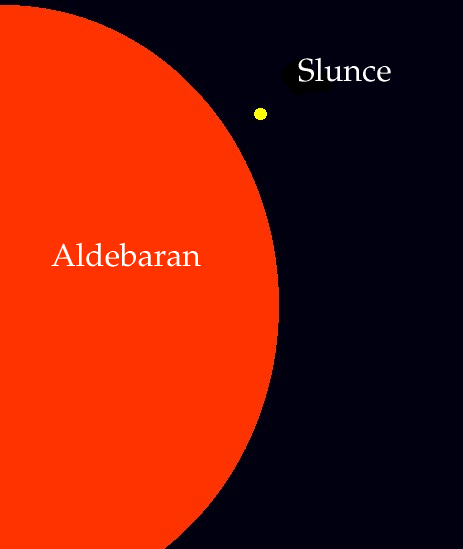
Porovnání velikosti Slunce a Aldebaranu

Aldebaran (α Tau / α Tauri / Alfa Tauri) je nejjasnější hvězda v souhvězdí Býka a jedna z nejjasnějších hvězd na noční obloze vůbec. Je to oranžový obr se zdánlivou jasností 0,75 až 0,95 mag. Ve skutečnosti září 425krát více než Slunce a je vzdálen 66,7 světelných let.
Jeho jméno je odvozeno z arabského الدبران ad-dabarān, což znamená „Následující“, neboť Aldebaran následuje otevřenou hvězdokupu Plejády při denním pohybu z východu na západ. Aldebaran sám vypadá, jako by byl členem rozptýlenější hvězdokupy Hyády, která je nám nejbližší hvězdokupou. Aldebaran jen ale leží na přímce mezi Zemí a Hyádami a je zcela nezávislou hvězdou.
Aldebaran je hvězda třídy K5 III, což znamená, že je oranžový, velký a již se dostal mimo hlavní posloupnost, protože vyčerpal všechno své vodíkové palivo. Má malého průvodce, trpaslíka třídy M2, který obíhá ve vzdálenosti několika stovek AU. Nyní Aldebaran spaluje hlavně hélium a jeho průměr se zvětšil na zhruba 5,3×107 km. Satelit Hipparcos změřil jeho vzdálenost od Země na 65,1 světelných let a svítivost na 150násobek svítivosti Slunce. Díky relativní blízkosti a jasnosti je Aldebaran 14. nejjasnější hvězdou, se zdánlivou hvězdnou velikostí 0,87. Je lehce proměnný, nepravidelně mění svou jasnost o 0,2 magnitudy.
Roku 1997 byl oznámen pravděpodobný objev velké planety (nebo malého hnědého trpaslíka), která má obíhat okolo ve vzdálenosti 1,35 AU a mít hmotnost nejméně 11 hmotností Jupiteru.
Aldebaran je jedna z nejsnadněji nalezitelných hvězd na noční obloze. Částečně proto, že je tak jasný, a částečně díky jeho zvláštnímu vztahu k jednomu z nejpozoruhodnějších útvarů na obloze. Jestliže pozorovatel protáhne čáru, kterou tvoří tři hvězdy Orionova pásu směrem doprava (na severní polokouli), první jasná hvězda, kterou zhruba na této čáře nalezne, je Aldebaran (na opačné straně je Sirius).
Sonda Pioneer 10 letí přibližně směrem k Aldebaranu. Pokud nikde neztroskotá, bude jej míjet přibližně za 2 miliony let. 